# August Brauns
August Brauns (* 28. Juli 1874 in Lage; † 16. September 1967 in Lemgo) war ein deutscher Politiker (SPD). 

## Leben
August Brauns war der Sohn eines Schneiders und machte ebenfalls eine Schneiderlehre. Bis 1901 arbeitete er als Schneidergeselle und war dann von 1901 bis 1909 Schneidermeister in Lage. Zwischen 1909 und 1915 war er Angestellter des Lippischen Konsumvereins. Im Ersten Weltkrieg war er von 1915 bis 1918 Soldat. Danach war er zunächst kurzfristig Schneider in Lage und dann von 1919 bis 1927 erneut Angestellter des Lippischen Konsumvereins in Lemgo bzw. in Lage. Brauns war evangelischer Konfession und war verheiratet.
Brauns gehörte der SPD an und war Stadtverordneter in Lemgo. Bei der Landtagswahl in Lippe 1919 wurde er in den Landtag Lippe gewählt, dem er bis 1925 angehörte.